# جيهان زكي
جيهان زكي حاصلة على الدكتوراة في علم المصريات من جامعة لوميير ليون بفرنسا. مثلت الحكومة المصرية في اتفاقية اليونسكو بشأن حماية التراث الثقافي والطبيعي العالمي، إلى جانب عملها بالتدريس في جامعة حلوان. احتلت منصب مدير الأكاديمية المصرية للفنون بروما.